# Actidium hysterioides
Actidium hysterioides är en svampart som beskrevs av Fr. 1818. Enligt Catalogue of Life ingår Actidium hysterioides i släktet Actidium,  och familjen Mytilinidiaceae, men enligt Dyntaxa är tillhörigheten istället släktet Actidium,  och familjen Mytilinidiaceae. Arten är reproducerande i Sverige. Inga underarter finns listade i Catalogue of Life.